# Vincent Black Shadow
La Vincent Black Shadow fue una motocicleta producida por la compañía Vincent H·R·D en su fábrica de Stevenage, Hertfordshire (Inglaterra). Lanzada en febrero de 1948, alcanzaba una velocidad máxima de 125 mph (201,2 kilómetros por hora). Construida en tres series diferentes, se produjo hasta 1955, después de lo cual la compañía detuvo toda la producción de motocicletas.
Las Vincent fueron reconocidas por la innovación de su diseño, excelencia en ingeniería y alto rendimiento. Su modelo Rapide, capaz de alcanzar de 110 mph (177 kilómetros por hora), se anunciaba como "La motocicleta de serie más rápida del mundo".

## Diseño

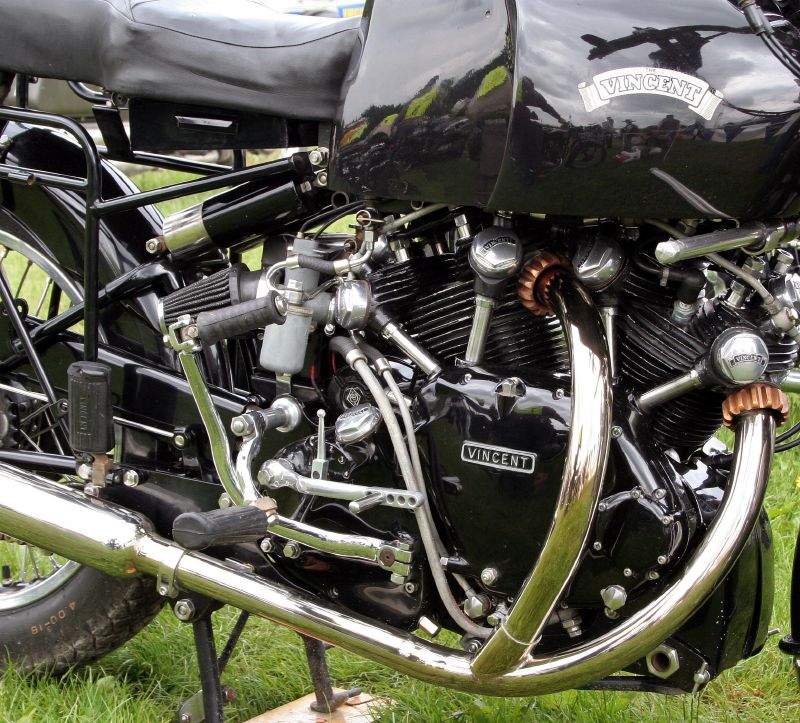
Motor Serie C

### Motor y transmisión
La Black Shadow montaba una versión del motor bicilíndrico en V a 50° de cuatro tiempos refrigerado por aire que impulsaba a la Vincent Rapide. El diámetro y la carrera de cada cilindro era subcuadrada, con 84 mm y 90 mm respectivamente, para una cilindrada total de 998 cc. Las dos válvulas en cabeza de cada cilindro se accionaban mediante balancines y varillas de empuje cortas, impulsadas por dos levas accionadas a su vez por engranajes montados en la parte superior de la caja de distribución del motor. Las válvulas disponían de guías superior e inferior, y los balancines se bifurcaban en el extremo de las válvulas para desplazarlas, empujando con un hombro de metal en el vástago. En la Serie B y en la Serie C, la bujía del cilindro delantero estaba en el lado derecho mientras que la del cilindro trasero estaba en el lado izquierdo. En las motocicletas de la Serie D, ambos casquillos estaban a la derecha.: 27  (Todos los motores de las Black Lightning tenían ambos enchufes a la derecha).: 68  El motor tenía lubricación por cárter seco. Los componentes eléctricos de las máquinas de la Serie D estaban fabricados por Lucas,: 48  suministrador del distribuidor DKX2A.: 45 
Los motores para las Black Shadow fueron construidos en gran parte con componentes procedentes de la producción del modelo Rapide.: 55  Los árboles de levas, por ejemplo, eran unidades estándar de la Rapide (de las MkI en las primeras unidades y de las MkIII desde 1952 en adelante).: 54  Estos componentes se seleccionaron a mano para asegurar que se ajustaran a las tolerancias más estrictas, y el flujo de aire se mejoró al pulir los puertos del motor. Las primeras Black Shadow disponían de un tercer resorte de válvula interno que no compartía con las Rapide, pero esta característica se eliminó de las motos posteriores.: 53 
Debido a la gasolina de bajo octanaje, la única disponible en los primeros años de la posguerra, las bicicletas del período solo podían tener bajos índices de compresión. Si bien el prototipo de la Black Shadow se construyó con una relación de compresión inferior a la nominal del modelo Rapide (6.8:1). Sin embargo, las Black Shadow de serie tenían una relación de 7.3:1, debido a sus pistones, diferentes a los del motor de la Rapide, aunque todavía fueron suministrados por Specialloid. Las Black Shadow utilizaban carburadores diferentes a las Rapide. Las máquinas de las Series B y C montaban un carburador Amal 289 de 1⅛", y las de la Serie D, un Amal Tipo 389/10 también de 1⅛".: 58, 59 
Mientras que otras motocicletas contemporáneas tendían a utilizar en sus acabados texturas cromadas muy pulidas, el fundador de la firma Philip Conrad Vincent decidió que el motor Black Shadow estuviera pavonado en negro.: 62  El color característico del motor se logró mediante la aplicación de un revestimiento de cromato anticorrosión sobre el que se añadió una capa de esmalte negro producido por De Pinchin & Johnson. A continuación, la pieza se cocía en un horno durante 2 horas a 200 °F (93,3 °C).: 58 . Aunque se dijo que el acabado negro mejoraba la evacuación del calor del motor, su principal beneficio real parece haber sido su impacto visual.: 57 
El bloque unitario combinaba el motor de la motocicleta y la transmisión Vincent de 4 velocidades en una sola carcasa. La relación del engranaje inferior se elevó de 9:1 a 7.2:1.: 60 

### Bastidor y carrocería
Al igual que en la Serie B de las Rapide, el motor estaba montado sobre el bastidor, eliminando la necesidad de una cuna de tubo descendente. Las Black Shadow de las Series B y C usaban un marco con la barra superior que consistía en una caja de acero fabricada que se estampaba para formar el depósito del aceite. En las motocicletas de la Serie D, el bastidor se revisó, convirtiéndose en un marco tubular simple con orejetas soldadas en cada extremo, atornillado a una versión ligeramente modificada de la cabeza de dirección de hierro maleable de la Serie C.: 36  Este bastidor revisado ya no alojaba el aceite, por lo que disponía de un depósito de aceite separado. Debido al uso extensivo de aleaciones de aluminio, el peso de la moto completa se situaba en un valor relativamente ligero de 458 lb (207,7 kilogramos).
El manillar estándar en todos los modelos de las HRD y las Vincent era el denominado "HRD recto" esmaltado en negro. Las barras de las series B y C tienen 7/8 pulgadas de diámetro y 25 pulgadas de largo, con los extremos doblados hacia atrás a 20°. Las barras de la serie D eran 1½ pulgadas más largas.: 38 
La Black Shadow se podía adquirir con la terminación Touring, y se le podía instalar un sidecar a ambos lados.: 66 
Las máquinas de las Series B y C no llevaban ninguna indicación del nombre del modelo en sus emblemas, forros o distintivos. A partir de 1955, en la Serie D de la Black Shadow, se añadió a la figura del dios Mercurio un texto en el que se podía leer "Black Shadow".

### Suspensión
La suspensión trasera del Black Shadow era un sistema en voladizo, con un miembro de bastidor trasero (RFM) de dos elementos triangulares verticales paralelos que giraban desde las placas reforzadas situadas en la parte posterior-inferior de la caja de la transmisión y se unían en la parte superior a dos cajas de muelles en ángulo desde el eje del asiento, incluyendo un amortiguador hidráulico. En la Serie D, el sistema fue rediseñado con unas lengüetas en las cajas de resortes reubicadas y una nueva unidad de resorte/amortiguador de la marca Armstrong. Estos cambios dieron como resultado un aumento del 30% en la carrera del voladizo, alcanzando un recorrido total de 6 plg (152 mm).: 36 
Delante, las Black Shadow de la Serie B tenían la misma horquilla Brampton utilizada en la Serie B de las Rapide. Un resorte delantero de 180 libras se utilizaba en las unidades de la Serie B, en contraste con los resortes de 160 libras de las Rapide.: 61  En la Serie C y en las Black Shadow posteriores, la unidad Brampton fue reemplazada por la propia varilla de tipo Girdraulic de Vincent, un amortiguador hidráulico en lugar de un muelle helicoidal. Otro cambio de la Serie C fue la aparición de tirantes curvos para sujetar el asiento.

### Frenos, ruedas, neumáticos
Los frenos en las Series B y C de las Black Shadow eran dos tambores con una zapata principal de 7 plg (178 milímetros) de diámetro (SLS), tanto en la rueda delantera como en la trasera. A diferencia de las Rapide, los tambores no eran intercambiables entre las dos ruedas en las Black Shadow. Los tambores eran de hierro fundido estriado.: 61  El tambor delantero tenía una brida pequeña y se sujetaba con cinco pernos, mientras que el trasero tenía una brida más grande y se sujetaba con diez pernos. Los frenos utilizan forros MR41 de Ferodo, que eran nuevos en las Shadow.

### Instrumentación
La principal instrumentación en la Serie B y en la Serie C era un velocímetro cronométrico Smiths, que desde 1949 fue una gran unidad de 5 plg (127 milímetros) montada casi verticalmente. Los velocímetros en modelos los modelos para el Reino Unido estaban graduados hasta 150 mph, mientras que los modelos de exportación están equipados con un marcador con un máximo equivalente de 240 km/h.: 65  Las máquinas de la Serie D no usaron el velocímetro de 5 pulgadas, sino una versión para 150 mph del instrumento de 3 plg (76 mm) S576/L ordinario.

## Historia del modelo

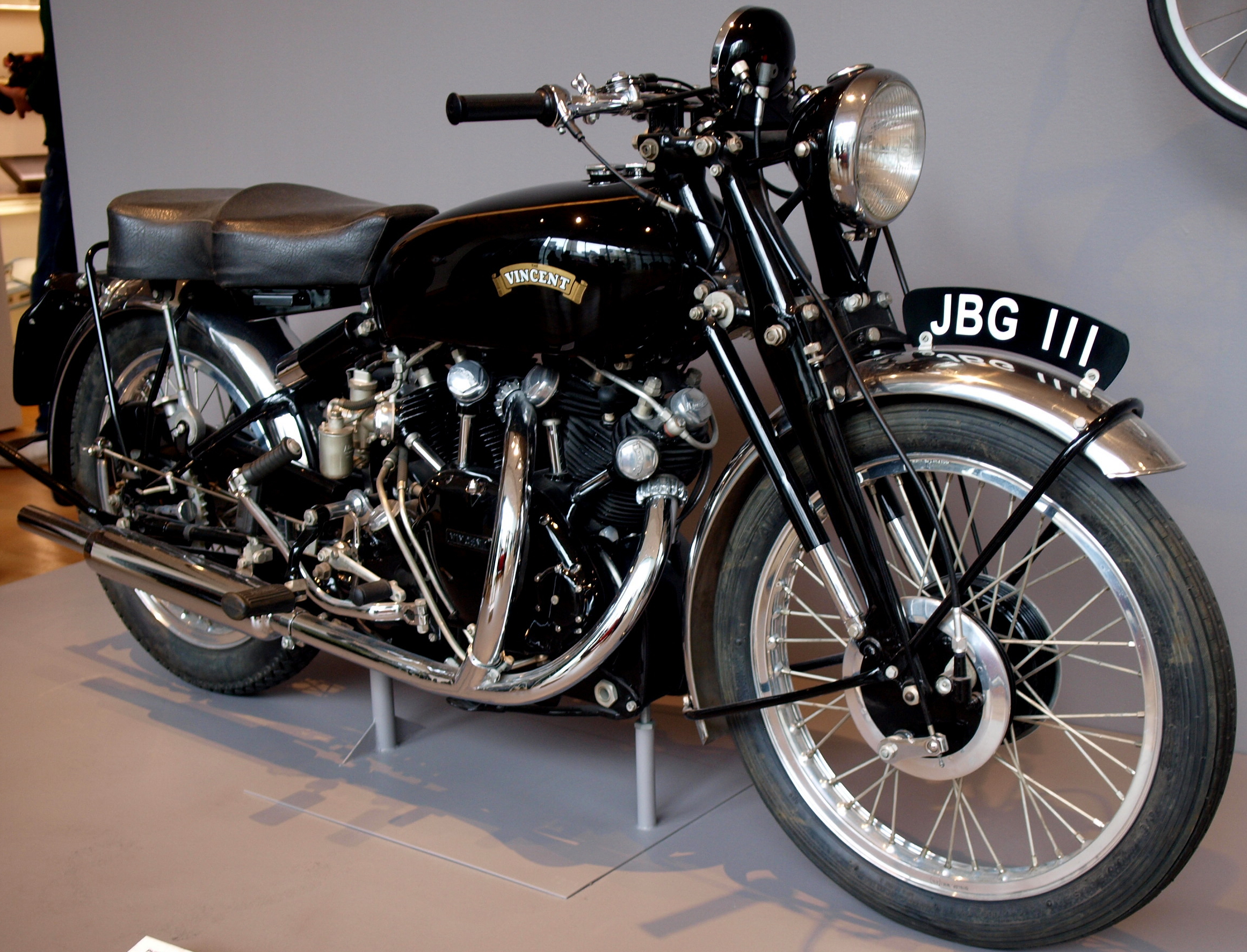
Black Shadow Serie C

Si bien la Rapide Serie B no fue diseñada para ser una moto deportiva, Phil Vincent sintió que era necesario mantener una mejora constante y elaboró unas especificaciones para una versión con mayor rendimiento.: 8 : 60  La fábrica había estado recibiendo consultas sobre las opciones de ajuste que aumentarían el rendimiento del modelo existente, y Phil Vincent creía que un nuevo modelo ofrecería dos cosas: una actualización para los propietarios que buscaban más velocidad, y mayores ganancias para la fábrica. El modelo Gunga Din se convirtió en un éxito de la fábrica en las carreras, sirviendo como banco de pruebas para evaluar el rendimiento de los nuevos modelos.: 59 
Cuando Phil Vincent propuso el nuevo modelo al director general de la compañía, Frank Walker, este se negó a autorizarlo.: 60  El ingeniero Phil Irving y el corredor y jefe del departamento de desarrollo George Brown construyeron en secreto dos motocicletas siguiendo las nuevas especificaciones.: 61 
El prototipo de la Black Shadow tenía el número de motor F10AB/1B/558 sobre el cuadro R2549, y se completó el 16 de febrero de 1948.: 53  La motocicleta fue probada en carretera por Charles Markham de la revista Motor Cycling en mayo de 1948, prueba durante la que se informó de que la moto había alcanzado 122 mph (196 kilómetros por hora).
La Black Shadow se presentó oficialmente en el Salón de la motocicleta de 1948 de Earls Court, en Londres.
Estas máquinas se construyeron con el mismo procedimiento de ajuste manual de los rodamientos y de las principales piezas del motor que Vincent había usado antes de la guerra. Los registros oficiales señalan que se fabricaron 1774 unidades de la Vincent Black Shadow.: 27  Vincent también construyó 15 "White Shadow", modelos con las mismas especificaciones mecánicas que las Black Shadow pero con un motor pulido en lugar de esmaltado en negro. Los motores de las White Shadow tenían el prefijo "1A/" en su número de serie.
En 2007, el Club de Propietarios Vincent H · R · D encargó a la VOC Spares Company Limited que construyera una réplica de la Black Shadow a partir de componentes nuevos. El objetivo del proyecto era demostrar que todas las piezas estaban en stock y disponibles para que VOC Spares Company Limited pudiera completar una réplica. Habiendo recibido críticas entusiastas de la prensa de motociclismo del Reino Unido, la máquina fue subastada por Bonhams y finalmente se exhibió en un museo de Nueva Zelanda.
El periodista Hunter S. Thompson escribió: "Si montara en la Black Shadow a toda velocidad durante un cierto período de tiempo, casi seguro que moriría. Es por eso que no hay muchos miembros vivos de la Vincent Black Shadow Society." La moto se menciona varias veces en La novela de Thompson de 1971, Miedo y asco en Las Vegas.

## Competición

### Bonneville 1948
La Black Shadow con el número de serie F10AB/1B/900 fue un modelo especialmente preparado que se vendió al piloto estadounidense John Edgar con el propósito de que desafiara el récord de velocidad en tierra de las motocicletas en Estados Unidos. El objetivo era batir el récord de la Clase A Nacional de la AMA, que Joe ostentaba Petrali con su Harley-Davidson modificada, y que se situaba en 136,183 mph (219,165 kilómetros por hora).: 414  Se había fijado el compromiso de que la motocicleta tenía que estar en Los Ángeles, California, antes de septiembre de 1948.
Esta máquina, la 1B/900 era un diseño de velocidad puro construido en fábrica, pero como no había ningún plan para comercializar una versión como un modelo separado cuando se construyó, la moto se catalogó inicialmente como Black Shadow, a pesar de que más tarde se la llamó Black Lightning.: 88 
El mecánico de Vincent, Cliff Brown, escribe que construyó un motor modificado para la motocicleta, con un alto grado de adaptación y pulido y una relación de compresión de 12.75:1.: 52  Brown también informaba de que diseñó y puso a punto tres juegos de prototipos de levas MkII para la moto. Este origen del motor es discutido por Denis Minett, jefe del Departamento Especial de Motores en Vincent en ese momento. La 1B/900 fue probada por el hermano de Cliff, George, quien se dice que alcanzó 140 mph (225 kilómetros por hora) en el Aeródromo de Gransden.: 62 : 55  Después de esto, la moto se envió al concesionario de Vincent en California, VL Margin.
Edgar había dispuesto que el estadounidense Rollie Free pilotara la moto en los intentos de récord. Extraoficialmente, Free batió el récord durante una prueba en Rosamond Dry Lake (California) con una velocidad registrada de 138 mph (222 kilómetros por hora).: 414 
El 13 de septiembre de 1948, Free y la 1B/900 comparecieron en el Salar de Bonneville en Utah (Estados Unidos). En su primer recorrido, Free estableció un nuevo récord para motocicletas con motor atmosférico de 148,6 mph (239,1 kilómetros por hora). A continuación, se despojó de su mono de cuero, y en su recorrido final (ataviado tan solo con un traje de baño y el casco), con el cuerpo completamente horizontal apoyado sobre el guardabarros trasero de la moto, estableció una velocidad récord de 150,313 mph (241,906 kilómetros por hora). Una fotografía tomada durante esta carrera le dio a la 1B/900 el sobrenombre de "la motocicleta del traje de baño".
Sobre la base de este logro, la publicidad posterior de Vincent usó el eslogan "La motocicleta de serie más rápida del mundo: ¡Esto es un HECHO, NO un eslogan!": 34 

### Montlhéry 1952
Con el apoyo de la Wakefield Oil Company, propietaria de la marca Castrol, Vincent llevó siete motos al circuito de velocidad de Montlhéry (Francia) en 1952, para desafiar una serie de récords de resistencia, especialmente el del promedio de 100 millas por hora durante 24 horas en particular.: 84–86  Las motocicletas eran una mezcla entre las Black Shadow y las Black Lightning, junto con la Gunga Din, que sirvió para las pruebas y no participó en los récords. Las  Black Shadow se modificaron casi con las mismas especificaciones que las Black Lightning.
Los intentos para batir el récord comenzaron el 13 de mayo de 1952 y continuaron durante tres días. Las motocicletas debieron soportar temperaturas inusualmente altas en la pista ese año. Los problemas mecánicos supusieron el final prematuro del intento de las 24 Horas, pero se lograron varios otros récords, incluyendo el de las 6 Horas y el de los 1000 kilómetros, batidos por una Black Shadow.: 84 
Uno de los motores de repuesto para la carrera en Montlhéry terminó en Vietnam. Se vendió a un propietario en los Estados Unidos, quien lo instaló en el bastidor de una Rapide. La moto cambió de manos varias veces antes de ser comprada por Herb Harris y restaurada a las especificaciones de Black Shadow.: 67–75 

## Lectura adicional
- Wikimedia Commons alberga una categoría multimedia sobre Vincent Black Shadow.
- Bickerstaff, J P (1 de diciembre de 2009). Original Vincent Motorcycle: The Restorer's Guide to postwar singles and twins. Herridge & Sons Ltd. ISBN 978-1906133146.
- Clymer, F; Richardson, P (30 de agosto de 2007). Vincent 1935-1955 Owner's Handbook of Maintenance & Repair. Veloce Enterprises Inc. ISBN 978-1588500724.
- Kingham, Tim (1 de octubre de 2017). The Vincent Black Shadow. Amberley Publishing. ISBN 978-1445667225.
- Miller, Zack (1 de enero de 1994). Illustrated Vincent Motorcycle Buyer's Guide. Motorbooks International. ISBN 978-0879388485.
- Stevens, E.M.G. (June 1977). Know Thy Beast: Vincent Motor Cycles. Vincent Publishing Co. ISBN 978-0950418681.
- Wright, David (24 de noviembre de 2002). Vincent Motorcycles. Crowood. ISBN 978-1861265166.

- Datos: Q1091262
- Multimedia: Vincent Black Shadow / Q1091262